# Біблос
Бі́блос: Журнал библиографии, критики и рецензий (укр. Біблос: Журнал бібліографії, критики i рецензій) — иллюстрированный украинский журнал, издававшийся в США с 1954 по 1974 годы.

## Общие сведения
Журнал Бі́блос издавался в США на украинском языке с 1954 по 1974 годы под редакцией Н. Сидора-Чарторыйского, писателя, литературоведа и соратника Степана Бандеры, а также при участии Я. Рудницкого, специалиста в области этимологии, фольклориста, библиографа. Периодичность выхода — раз в два месяца. Всего было выпущено 167 номеров.

## Тематика
Біблос, соответствую своему названию, публиковал перечни новых украинских эмиграционных изданий книг, касающихся украинистики и рецензии на них. Помещались также, отдельные статьи по истории Церкви на Украине, в частности, про Львовские Синоды Украинской грекокатолической церкви 1891 и 1897 годов. Охватывались темы источниковедения истории Украины и истории украинского книгопечатания, хроника культурной, научной и общественной жизни украинской диаспоры в США.